# Гощанське плато
Гоща́нське плато — слабохвилясте плато на сході Волинської височини. Розташована на південному сході Рівненської області (у межах Гощанського, Острозького і Корецького районів) та північному заході Хмельницької області (північно-західна частина Славутського району). На заході відділене від Рівненського плато долиною річки Горині. На сході і півдні переходить в дещо нижчу Шепетівську рівнину[джерело?].
Переважні висоти 220–230 м, максимальна — 259 м.
Складається здебільшого з піщаних відкладів, перекритих лесами. Найпоширеніші слабохвилясті рівнинні межиріччя з сірими та ясно-сірими лісовими ґрунтами, розділені широкими заболоченими долинами та балками басейну Горині. Подекуди — місцевості другої надзаплавної тераси з глибокими чорноземами. Переважають орні землі, ліси збереглись невеликими фрагментами. Значна частина Гощанського плато меліорована.